# Echidnopsis ballyi
Echidnopsis ballyi là một loài thực vật có hoa trong họ La bố ma. Loài này được (Marn.-Lap.) P.R.O.Bally mô tả khoa học đầu tiên năm 1963.